# Gmina Kaliska
Die Gmina Kaliska ist eine Landgemeinde im Powiat Starogardzki der Woiwodschaft Pommern in Polen. Ihr Sitz ist das gleichnamige Dorf (deutsch: Dreidorf; kaschubisch: Kalëska) mit 2268 Einwohnern (2005).

## Geschichte
Das Gebiet der Landgemeinde gehörte bis 1919 zum Landkreis Preußisch Stargard im Regierungsbezirk Danzig in der Provinz Westpreußen, der nach dem Ersten Weltkrieg aufgrund der Bestimmungen des Versailler Vertrags an die Zweite Polnische Republik abgetreten werden musste und 1939 durch den Überfall auf Polen völkerrechtswidrig dem Deutschen Reich einverleibt wurde. Von 1939 bis 1945 gehörte das Kreisgebiet zum Reichsgau Danzig-Westpreußen.
Gegen Ende des Zweiten Weltkriegs besetzte im Frühjahr 1945 die Rote Armee die Region. Soweit deutsche Dorfbewohner nicht geflohen waren, wurden sie in der darauf folgenden Zeit von der örtlichen polnischen Verwaltungsbehörde vertrieben.

## Gliederung
Zur Landgemeinde Kaliska gehören acht Dörfer (deutsche Namen bis 1945) mit einem Schulzenamt:
| - Bartel Wielki (Groß Bartel) - Cieciorka (Königswalde) - Czarne (Czarnen) - Dąbrowa (Dombrowo) | - Iwiczno (Iwitzno) - Kaliska (Dreidorf) - Piece (Ofen) - Studzienice (Studzenitz) |

Weitere Ortschaften der Gemeinde sind:
| - Bartel Mały - Biedaczek - Frank (Frankenfelde) - Kamienna Karczma - Kazub | - Leśna Huta - Lipska Karczma - Łążek (Lonczek) - Młyńsk (Mlinsk) - Okoninki | - Płociczno - Sowi Dół - Strych (Strich) - Trzechowo |